# Austrotrochaclis ponderi
Austrotrochaclis ponderi is een slakkensoort uit de familie van de Trochaclididae. De wetenschappelijke naam van de soort is voor het eerst geldig gepubliceerd in 1995 door Marshall.